# Atlético Petróleos do Namibe
Atlético Petróleos do Namibe, meist nur Atlético do Namibe genannt, ist ein angolanischer Fußballverein aus Moçâmedes (1985–2016 Namibe).
Der Klub empfängt seine Gäste im 5.000 Zuschauer fassenden Stadion Estádio Joaquim Morais in Moçâmedes.

## Geschichte
Der Verein wurde 1986 als Desportivo Sonangol do Namibe gegründet, in der Hafenstadt Namibe, die bis 1985 den portugiesischen Ortsnamen Moçâmedes trug und ihn seit 2016 wieder trägt. 2005 änderte der Verein seine Bezeichnung in Atlético Petróleros do Namibe und trägt nun nicht mehr den Namen seines früheren Hauptsponsors Sonangol im Namen.

## Erfolge
Atlético do Namibe gewann zweimal den angolanischen Pokal, die Taça de Angola, in den Jahren 2001 und 2004.
Die Pokalgewinne berechtigten den Klub in der Folge zu Teilnahmen an kontinentalen Wettbewerben der CAF. Sowohl im CAF Confederation Cup 2005 als auch zuvor im African Cup Winners’ Cup 2002 schied der Verein jedoch frühzeitig aus.
Nachdem der Verein die Spielzeit 2007 auf dem 13., dem damals vorletzten Platz des Girobola beendete, stieg er erstmals in die zweite Liga, den Gira Angola ab. Seit 2012 trat der Klub wieder im Girobola an, bis er 2013 erneut in die zweite Liga abstieg.
| Wettbewerb                    | Runde         | Gegner                    | Hinspiel | Rückspiel |  |
| ----------------------------- | ------------- | ------------------------- | -------- | --------- |  |
|                               |               |                           |          |           |  |
| CAF Cup 1999                  | 1. Runde      | Police XI Otse            | 3:2 (H)  | 1:0 (A)   |  |
|                               | 2. Runde      | Kwara United              | 1:1 (H)  | n. a.     |  |
| African Cup Winners’ Cup 2002 | 1. Runde      | Asante Kotoko             | 0:2 (A)  | 2:2 (H)   |  |
| CAF Confederation Cup 2005    | Qualifikation | Botswana Defence Force XI | 1:3 (A)  | 1:1 (H)   |  |

- 1999: Der Verein trat zum Rückspiel nicht an und schied aus.